# Amazonía de Guyana

## Descripción
La amazonía guyanesa es rica en flora y fauna. Está habitada por los pueblos amerindios wapishana y macushí, y su límite norte es el Bosque de Iwokrama. La deforestación entre 2004 y 2017 alcanzó el 16.663 de la superficie, de un total de 20 972 644 kilómetros de la Amazonía guyanesa. En lo que respecta a lo cultural, la amazonía guyanesa aporta relevancia a la gastronomía nacional.
El gobierno de Guyana solo tiene una construcción de relevancia en la Amazonía, una trocha carrozable que funciona de autopista desde Georgetown hasta Linden, en la frontera con Brasil. Las regiones administrativas que ocupa la Amazonía guyanesa son Alto Tacutu-Alto Esequibo y Berbice Oriental-Corentyne al sur del país; el occidente de la selva amazónica pertenece a la Guayana Esequiba, un área reclamada por Venezuela; y el oriente pertenece a la región de Tigri, un área reclamada por Surinam.
A pesar de su riqueza ecológica y de los intentos del gobierno para incrementar el turismo, las visitas a la región amazónica son menores a las que reciben países de menor extensión territorial como Haití.

## Áreas naturales
- Parque nacional Kaieteur